# Linecký koláč

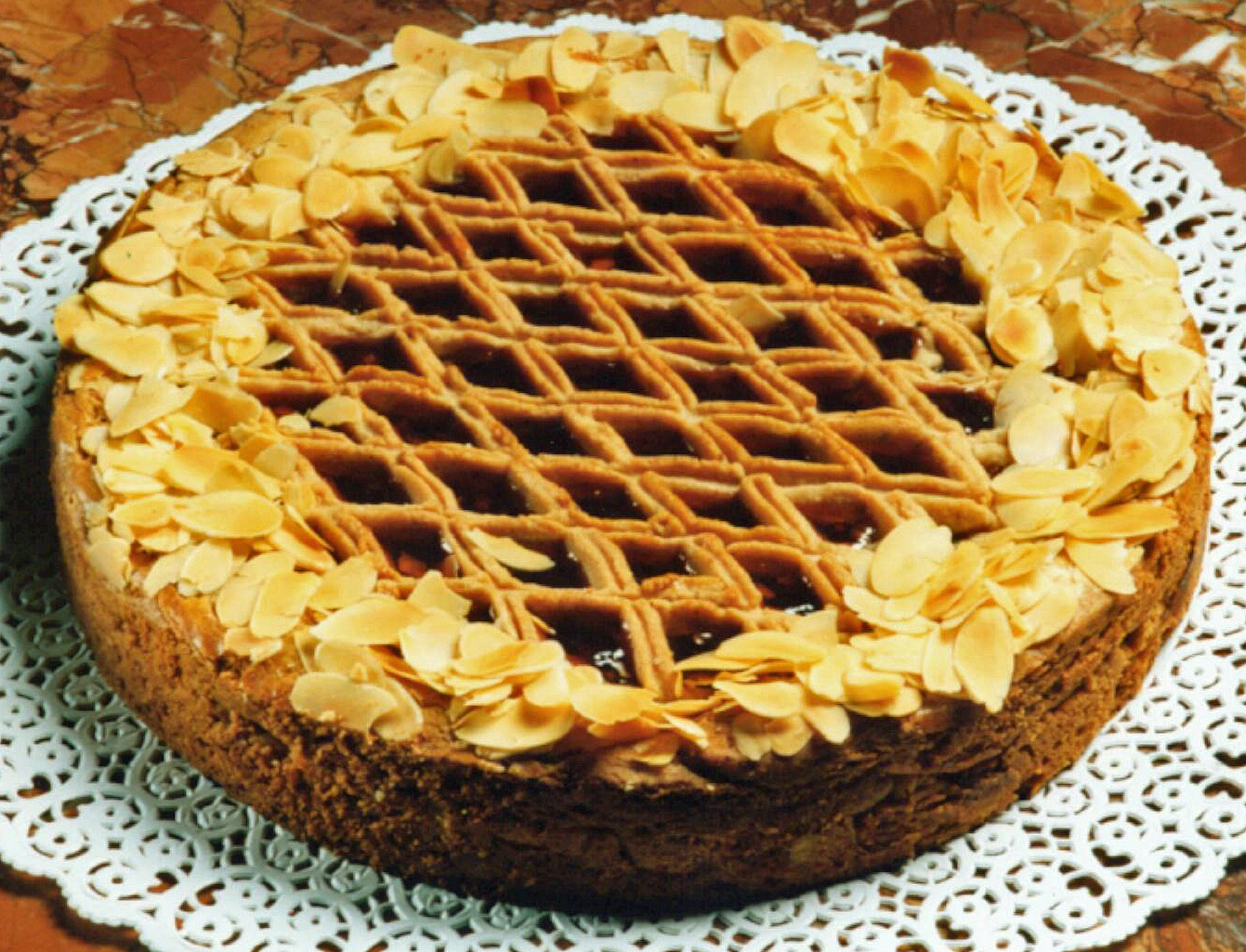
Originální linecký koláč

Linecký koláč či linecký dort (německy Linzer Torte) je tradiční rakouský koláč z křehkého těsta s jádrovinami (většinou mletými mandlemi). Těsto bývá omylem zaměňováno za těsto linecké, které má ovšem jiný podíl hlavních surovin (mouka, tuk, cukr) a odlišné složení. Koláč je plněný marmeládou a na povrchu zdobený mřížkou z těsta.
Linecký koláč je starobylý rakouský pokrm, v Rakousku registrovaný jako tradiční potravina (Traditionelles Lebensmittel), a jméno nese podle hornorakouského města Lince. Existuje velké množství receptů na linecké koláče, nejstarší čtyři pocházejí již z rukopisné kuchařky, kterou si roku 1653 psala hraběnka Anna Margarita Sagramosaová. Jde tak o jeden z nejstarších cukrářských výrobků světa.
V městě Linci se též dělají linecké oči (německy Linzer Augen), a jsou to dva plátky upečeného těsta spojené nejčastěji červenou marmeládou. V Česku se označují jako linecká kolečka. Linecké oči, stejně jako česká kolečka jsou z lineckého těsta s poměrem 3 díly mouky : 2 díly másla : 1 díl cukru.